# Oea

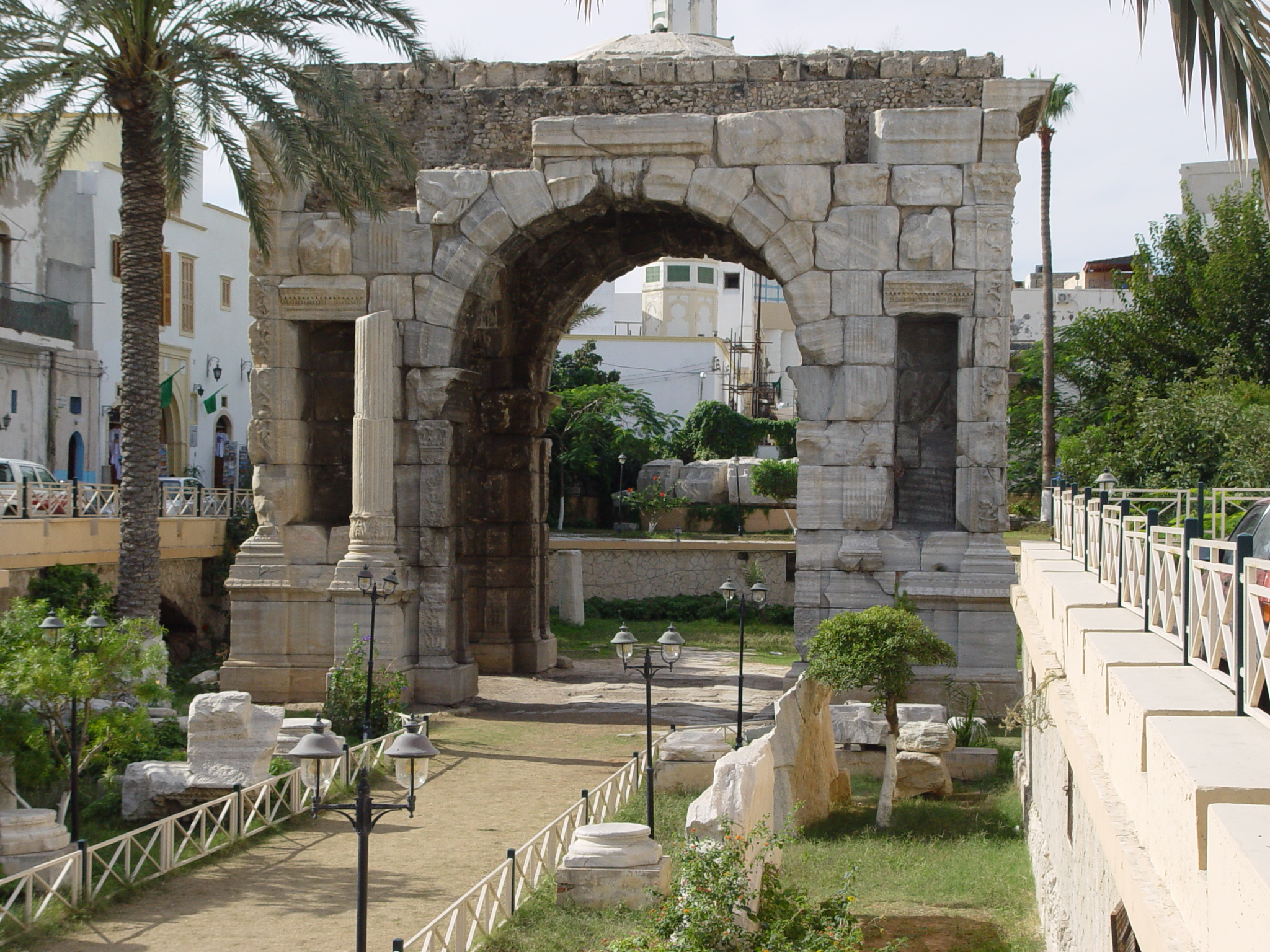
De Boog van Marcus Aurelius in het huidige Tripoli

Oea is de in de 7e eeuw v.Chr. door Feniciërs gestichte stad die samen met Sabratha en Leptis Magna door Siciliaanse Grieken werd omgevormd tot een synoikismos bekend onder de naam Tripolis (Gr. τρίς + πόλίς).
Het antieke Oea vormt nog steeds de kern van de moderne stad Tripoli in Libië. Zij viel binnen de invloedssfeer van die andere belangrijke Fenicische nederzetting Carthago. Na de Tweede Punische Oorlog werd ze door de Romeinen aan Numidië overgelaten. Toen de Romeinen Numidië echter tegen het einde van de tweede eeuw v.Chr. versloegen, werd Oea opgenomen in de provincia Africa als deel van de regio Tripolitana.
Dankzij de grote ontginningen van de Limes Tripolitanus bloeide ook Oea. De ereboog, die aan keizer Marcus Aurelius werd gewijd, is met de façade van een nabijgelegen tempel het voornaamste monument. Het dagelijks leven in de stad wordt geïllustreerd door de Apologie van Apuleius, die in Oea werd beschuldigd van magie en zich daartegen verdedigde met deze tekst.
Oea bleef ook in de Late Oudheid en Vroege Middeleeuwen een belangrijke stad, al was het net als alle middeleeuwse steden kleiner dan daarvoor. De ineenstorting in de elfde eeuw van de op zorgvuldig waterbeheer gebaseerde achterland betekende dat de bevolking van de Tripolitania snel terugliep. De steden Sabratha en Lepcis Magna werden ontruimd. De bewoners vestigden zich in Oea, dat voortaan met recht Tripolis (drie steden) heette.

## Antieke bronnen
- (en)  Diodorus, Bibliotheca historica XVI 41.1 - 2.